# Adamów (gmina Poczesna)
Adamów – osada leśna w Polsce położona w województwie śląskim, w powiecie częstochowskim, w gminie Poczesna.

## Historia
Adamowizna za Wartą pojawia się w zapisach ksiąg parafii w Poczesnej w 1789 roku. W Królestwie Polskim folwark Adamów wchodził w skład Dóbr Rządowych Ekonomii Poczesna, jednej z pięciu w regionie częstochowskim. Ukazem carskim z dnia 4 listopada 1841 roku część Ekonomii Poczesna razem z folwarkiem została ofiarowana rosyjskiemu generałowi artylerii Michałowi Sobolewowi. Nadanie to nazywało się majorat Poczesna. W 1854 r. folwark zajmował 89 mórg. Po zmarłym w 1866 r. gen. Sobolewie majorat odziedziczył jego syn Michał, a po nim jego siostra księżna Eliza Teniszew. Na mocy ustawy z 25 lipca 1919 r. majoraty przeszły na własność Skarbu Państwa.
W latach 1975–1998 miejscowość administracyjnie należała do województwa częstochowskiego.